# Свети Марко и Маркелијан
Свети Марко и Маркелијан, Транквилије, Маркија, Клаудије, Касторије, Викторина, Симфоријана, Феликс, Тивуртија, Кастула и Зоја (умрли око 286) су римски мученици заједно пострадали у 3. веку, током прогона хришћана у време паганских царева Диоклецијана и Максимијана.
Они се поштују као свети мученици, помен у православној цркви је 18. децембра (по јулијанском календару.
Свети Марко и Маркелијан су били браћа близанци и ђакони. Живели су у Риму са својим женама и децом. Били су заробљени због исповедања јер су одбили да принесу жртву римским боговима. Били су дуго у тамници. Свети Севастијан их је посећива и тешио. Јуначки су подносили мучења и остали непоколебљиви у вери. Били су осуђени на смрте посечењем мачем. У последњи час стигло је наређење да их пусте кућама. Њихови родитељи Транквилин и Маркија, замолили су Римског градоначелника Агреста Хроматија да продуже живот Маркелину и Марку за тридесет дана, да би их за то време наговорили да се поклоне незнабожачким боговима. Градоначелник им је испунио молбу. Родитељи, жене, деца, сродници и пријатељи окружили су тада Маркелина и Марка и свим силама покушали да наговоре да прихвате захтеве градоначелника и тако сачувају свој живот. Свети Севастијан је пред присутнима исповедио своју веру и позвао све на молитву Господу.  При томе жена Зоја, која је због болести већ шест година били нема проговорила је и сама исповедила хришћанску веру.
Видевши то, сви присутни поверовали су у Христа. Након тога су сви примили тајну Светог крштења. Први Транквилије, отац Маркелијанов и Марков, затим његови пријатељи: Аристон, Крискентијан, Евтихијан, Урван, Виталије и Јуст; затим Никострат с браћом Касторијем и Клаудијем, за њим два његова сина Симфоријан и Феликс; затим Маркија, мајка Маркелинова, и Маркова, Симфоријана, жена Клаудијева, и Зоја, жена Никостратова, и сав дом Никостратов – њих 33 укупно и сви сужњи доведени из тамнице, њих 16. на броју. Укупно њих 64; и све их је крстио свети Поликарп. Кум им је био свети Севастијан, а женама су куме била Беатриса и Лукина. 
Када је истекао рок од тридесет дана епарх града Рима Агреста Хроматије позвао је Транквилина, оца Маркелијана и Марка, и упитао да ли су његови синови пристали да се одрекну хришћанства. Транквилин му је тади исповедио да је и сам постао хришћанин и све што је видео и доживео током молитве и крштења. Пошто је био тешко болестан епарх Хроматије обећао је да ће ако и њега излече молитвом и сам постати хришћанин.
Транквилин одмах позвао светог Поликарпа и светог Севастијана и они су одмах дошли. Они су изложили хришћанску веру епарху Хроматију и његовом сину Тивуртију и научили их молитви. Док су се заједно молили разбило се више од двеста идола у његовом дому: дрвене статуе се сагореле, камене се разбиле, а златне и сребрне сломиле у парчад, а Хроматије је при томе оздравио.
Светитељи су саветовали Хроматију да се одрекне чин епарха, да не би вршио суђења, на којима је био дужан судити и мучити хришћане, што је он одмах и урадио. Убрзо после тога Агрест Хроматије са сином Тивуртијем и са свим својим домом се крстио. По предању тада се у Риму укупно крстило хиљаду и четири стотине дотадашњих пагана.
Када је недуго након тога наступио прогон хришћана прва је међу њима пострадала блажена Зоја, жена Никостратова. Док се молила на гробу светог апостола Петра, приметили су је незнабожачки војници и одвели је. Пошто је одбила да принесе жртву идолу Марса, бачена је у мрачну тамницу, и шест дана морена глађу. Потом је изведена из тамнице, и обешена за косу над смрадним димом који се густ дизао из запаљеног ђубришта, све док није издахнулка. Тело њено би бачено у реку Тибар.
Никострат, Касторије, Клавдије, Викторин и Симфоријан су ухваћени док су ходали обалом Тибра, тражећи тела светих, и приведени су епарху града Фавијану. Епарх је покушао да их претњама и мукама приволи на приношење жртве идолима. Не успевши у томе, наредио је да им привежу огромне каменове о врат, тако потопе у мору.
Светог Тивуртија, неки лажни хришћанин Торкват, је пријавио незнабошцима. Они су га ухватили, па га везаног заједно са Торкватом, одвели на с суд истоме епарху Фавијану. 
Фавијан је наредио да се донесе много жеравице, и наредио светитељу да босог хода по њој. Прекрстивши се, свети Тивуртије ступио је босим ногама на жеравицу и ходао по њој тапкајући као по меком мирисном цвећу.  Разгњевивши се због тога на светог Тивуртија, Фавијан га је осудио на смрт. Одведен је ван града и тамо је посечен мачем. Један хришћанин га је пронашао и сахранио на том месту.
Тај исти лажни хришћанин Торкват пријавио је незнабошцима и Кастула, Маркелина и Марка. Свети Кастул, после трикратног испитивања и трикратног вешања и мучења, је бачен у јаму и жив засут земљом; и тако је умро. Маркелина и Марка Фавијан је стави на један пањ, укуцао им ноге гвозденим клинцима, и рече им: „Тако ћете стајати све док се не поклоните боговима”. А они, тако приковани за дрво, певали су: „Како је дивно и красно, кад браћа живе заједно” (Псал. 132, 1). Стајали су тако дан и ноћ певајући и молећи се; а изјутра су прободени у ребра копљима. 
После страдањаових светих мученика, и свети Севастијан је заробљен  и одведен цару Диоклецијана. Диоклецијан је наредио да Севастијана одведу изван града, да гаусред поља привежу нагог за дрво, и онда изрешетају стрелама. Пошто је упркос многим стрелама остао жив, цар Диоклецијан наредио је да светог Севастијана одведу на хиподром. Тамо је премлаћен моткама и убијен. 
Сви страдали помињу се на црквеним богослужењима заједно 18. децембра,